# Marsha Mason
Pour les articles homonymes, voir Mason.
Marsha Mason est une actrice américaine, née le 3 avril 1942 à Saint-Louis (Missouri).

## Biographie
Marsha Mason est notamment connue pour avoir tenu le rôle d'Agnès dans Le Maître de guerre de Clint Eastwood en 1986.
Nommée quatre fois à l'oscar de la meilleure actrice, elle a remporté un Golden Globe de la meilleure actrice, catégorie comédie, pour Adieu, je reste (The Goodbye Girl) de Herbert Ross et un autre en catégorie drame pour Permission d'aimer (Cinderella Liberty) de Mark Rydell.

## Filmographie

### Cinéma
- 1973 : Permission d'aimer (Cinderella Liberty) de Mark Rydell, nomination aux oscars
- 1977 : Audrey Rose de Robert Wise
- 1977 : Adieu, je reste (The Goodbye Girl) de Herbert Ross, nomination aux oscars
- 1978 : Le Privé de ces dames (The Cheap Detective) de Robert Moore
- 1979 : Promises in the Dark de Jerome Hellman : Dr Alexandra Kendall
- 1979 : Chapter Two de Robert Moore nomination aux oscars
- 1981 : Only When I Laugh de Glenn Jordan, nomination aux oscars
- 1983 : Le Retour de Max Dugan (en) d'Herbert Ross
- 1986 : Le Maître de guerre de Clint Eastwood : Agnès
- 1989 : Stella de John Erman
- 1990 : Trapped in Silence de Michael Tuchner
- 1990 : Dinner at Eight de Ron Lagomarsino
- 1991 : Drop Dead Fred d'Ate de Jong
- 1995 : Meurtre en suspens (Nick of Time) de John Badham
- 1996 : Deux jours à Los Angeles de John Herzfeld
- 2004 : Coup de foudre à Bollywood (Bride & Prejudice) de Gurinder Chadha (Catherine Darcy)
- 2004 : Bereft de Tim Daly et Clark Mathis (en)

### Télévision
- 1990 : Cas de conscience (The Image) de Peter Werner
- 2001 : Judy Garland, la vie d'une étoile (Life with Judy Garland : Me and My Shadows) de Robert Allan Ackerman
- 2004 : Une leçon de courage de Georg Stanford Brown (téléfilm)
- 2006 : Rêves et Cauchemars (minisérie) : Tante Trudy
- 2010 -  2017 : The Middle (série télévisée) : Pat Spence (rôle récurrent)
- 2015 - 2016 : Madam Secretary : Dr. Kinsey Sherman (2 épisodes)
- 2016 - 2022 : Grace et Frankie : Arlene (rôle récurrent)